# Nowe Aleksandrowo (gromada)
Nowe Aleksandrowo – dawna gromada, czyli najmniejsza jednostka podziału terytorialnego Polskiej Rzeczypospolitej Ludowej w latach 1954–1972.
Gromady, z gromadzkimi radami narodowymi (GRN) jako organami władzy najniższego stopnia na wsi, funkcjonowały od reformy reorganizującej administrację wiejską przeprowadzonej jesienią 1954 do momentu ich zniesienia z dniem 1 stycznia 1973, tym samym wypierając organizację gminną w latach 1954–1972.
Gromadę Nowe Aleksandrowo z siedzibą GRN w Nowym Aleksandrowie utworzono – jako jedną z 8759 gromad – w powiecie białostockim w woj. białostockim, na mocy uchwały nr 11/V WRN w Białymstoku z dnia 4 października 1954. W skład jednostki weszły obszary dotychczasowych gromad Nowe Aleksandrowo, Bohdan, Letniki, Podleńce i miejscowość Ogrodniki z dotychczasowej gromady Dobrzyniewo Kościelne ze zniesionej gminy Obrubniki oraz obszary dotychczasowych gromad Leńce i Dobrzyniewo Fabryczne ze zniesionej gminy Bacieczki w tymże powiecie. Dla gromady ustalono 14 członków gromadzkiej rady narodowej.
31 grudnia 1959 gromadę Nowe Aleksandrowo zniesiono, włączając ją do nowo utworzonej gromady Dobrzyniewo Kościelne.